# Muciano Maria Wiaux
São Mutien-Marie Wiaux, F.S.C., (também conhecido como Mutien-Marie de Malonne; 20 de março de 1841 - 30 de janeiro de 1917) foi um membro belga dos Irmãos das Escolas Cristãs, que passou a vida como professor e é homenageado como santo pela Igreja Católica.

## Vida

### Vida anterior
Ele nasceu Louis-Joseph Wiaux no pequeno vilarejo de Mellet, hoje parte da cidade de Les Bons Villers, na Bélgica francófona, em uma família católica devota. O terceiro de seis filhos, seu pai era ferreiro, enquanto sua mãe dirigia um café em sua casa. Depois da jovialidade da noite, onde os clientes se divertiam com a cerveja e os jogos de cartas, a família terminava o dia rezando o terço em conjunto.
Wiaux era um menino gentil e obediente que era marcado por sua piedade, levando seus colegas de classe a orar na igreja local no final do dia escolar. Depois de terminar o ensino fundamental, ele trabalhou como aprendiz na loja de seu pai, onde descobriu que era física e temperamentalmente inadequado para esta carreira. O chamado para ingressar em uma ordem religiosa, entretanto, começou a criar raízes em seu coração, e ele considerou seguir seu irmão na Companhia de Jesus.

### Irmão cristão
O Padre da cidade, o Abade Sallié, no entanto, falou com o menino sobre os Irmãos das Escolas Cristãs (comumente chamados de Irmãos Cristãos), que estavam prestes a abrir uma escola na cidade vizinha de Gosselies. Ele foi ao seu encontro e estava convencido de que era o estilo de vida que ele desejava. Viaja para a cidade de Namur, onde entra no noviciado dos Irmãos em 7 de abril de 1856, e recebe o hábito no mês de julho seguinte. Naquela época, ele também recebeu o nome religioso de Mutien-Marie ("Mutien" em homenagem ao antigo mártir romano Muciano ).
Mutien ganhou a reputação de viver estritamente de acordo com as Regras do Instituto. No entanto, seus companheiros novatos gostavam de sua companhia devido ao seu senso de humor confiável.
Em 8 de setembro de 1857, Mutien deixou o noviciado para lecionar em uma escola primária dos Irmãos em Chimay, seguido no ano seguinte por uma designação em outra escola primária do Irmão, o Institut Saint-Georges em Bruxelas. Em 1859 foi designado para lecionar no Institut Saint-Berthuin, um internato na vila de Mallone (hoje parte da cidade de Namur). Ele ensinou lá pelos próximos 58 anos, até sua morte.
No início, combinar o ensino com a vida espiritual foi difícil para Mutien, e seus alunos eram conhecidos como perturbadores e descontrolados. Seu desempenho como professor foi considerado tão ruim que seus superiores consideraram expulsá-lo de sua Ordem, de ensino, para o bom nome da escola. Mas com o tempo, com a ajuda do Irmão que chefiava o Departamento de Belas Artes, o Irmão Mutien tornou-se um professor eficaz e Prefeito de disciplina, conhecido por sua paciência e piedade. Ele ensinou música e arte. Ele era conhecido na comunidade por estar disponível para ajudar em qualquer necessidade que surgisse, fosse consolar um estudante com saudades de casa ou ir à estação de trem para encontrar um viajante não familiarizado com a cidade. Ele também ensinou catecismo para as crianças da cidade na igreja paroquial local. Ele era conhecido por passar todo o tempo que podia em oração diante do tabernáculo ou na gruta de Nossa Senhora no terreno da escola.

### Morte
Mutien-Marie gozou de boa saúde durante toda a sua vida, até novembro de 1916, quando ficou visivelmente doente e foi enviado para a enfermaria doméstica. Ele lutou para continuar compartilhando a rotina de oração da comunidade. No dia 26 de janeiro seguinte, apesar de sua fraqueza e do frio intenso, ele foi encontrado orando na grade da comunhão, antes da primeira oração do dia dos Irmãos. Ele estava claramente falhando e o Irmão Superior sugeriu que ele voltasse para a enfermaria. Ele nunca mais o deixou, morrendo em 30 de janeiro de 1917. Ele foi enterrado dois dias depois no lote dos Irmãos no cemitério da cidade de Malonne.
A fama do irmão Mutien começou a se espalhar após sua morte e milagres começaram a ser atribuídos à sua intercessão.

## Veneração
Essa reputação de santidade levou um grande número de peregrinos ao túmulo do irmão Mutien. Chegou a tal ponto que se decidiu tornar seus restos mortais mais acessíveis à veneração do público. Com a abertura de um processo de canonização pela diocese local, seus restos mortais foram transferidos em 11 de maio de 1926 para um novo túmulo ao lado da igreja paroquial, na rua principal da cidade.
Mutien-Marie foi beatificado em 30 de outubro de 1977 pelo Papa Paulo VI . Posteriormente a isso, um santuário foi construído em sua homenagem em 1980, e seus restos mortais foram transferidos novamente para uma tumba de mármore branco dentro do santuário. Ele foi canonizado em 10 de dezembro de 1989 pelo Papa João Paulo II.
A festa de São Mutien-Marie é celebrada entre os Irmãos no dia 30 de janeiro.